# Helè (veterinari)
Helè (en llatí Helenus, en grec antic Ἔλενος) era un cirurgià veterinari romà que va viure vers el segle iv o V i va deixar diversos escrits sobre la seva feina, escrits dels que només se'n conserven fragments publicats a la col·lecció d'escriptors de veterinària publicada en llatí per Joannes Ruellius a París el 1503 i en grec per Simon Grynaeus a Basilea el 1537.